# Theridion praetextum concolor
Theridion praetextum là một phân loài nhện trong họ Theridiidae.
Loài này thuộc chi Theridion. Theridion praetextum concolor được Eugène Simon miêu tả năm 1900.